# آوکی (کوه)
آوکی (به اسپانیایی: Auqui) یک کوه در پرو است که در Peru, Ancash Region واقع شده‌است. آوکی ۴٬۸۰۰ متر بالاتر از سطح دریا واقع شده‌است.